# جیمز گروگن
جیمز گروگن (انگلیسی: James Grogan؛ ۷ دسامبر ۱۹۳۱ – ۳ ژوئیهٔ ۲۰۰۰) اسکیت‌باز نمایشی اهل ایالات متحده آمریکا بود.